# Otherside
"Otherside" is een lied van de Red Hot Chili Peppers. Het werd in 2000 uitgebracht als derde single van hun album Californication.

## Het lied
De tekst van "Otherside" is vaag, en daarom nogal moeilijk om te interpreteren. De meningen over het onderwerp van dit lied zijn dan ook verdeeld. Meestal worden depressie, zelfmoord (waarbij Otherside refereert aan de dood) en vooral drugs (meer bepaald heroïne) aangehaald als mogelijke onderwerpen. Heroïneverslaafden die een afkickkuur ondergaan hebben, hebben het in het Engels inderdaad over "the otherside".

Het citaat "I heard your voice through a photograph, I thought it up and brought up the past" verwijst mogelijk naar Hillel Slovak, de ex-gitarist van de Red Hot Chili Peppers en een goede vriend van zanger Anthony Kiedis. Slovak stierf in 1988 aan een overdosis heroïne. Ook Anthony Kiedis was lange tijd verslaafd aan heroïne.

## Videoclip
De videoclip werd geregisseerd door Jonathan Dayton en Valerie Faris. Ze haalden hun inspiratie bij The Cabinet of Dr. Caligari en het Duits expressionisme, maar ook bij het kubisme en vooral het surrealisme. 

De clip stelt de droom voor van een jonge man. In zijn droom komen ook de bandleden van de Red Hot Chili Peppers voor, op ongewone locaties en met ongewone instrumenten: Anthony Kiedis zingt in de toren van een kasteel, John Frusciante bespeelt een koord als gitaar, Flea hangt tussen telefoondraden en bespeelt ze als basgitaar, en Chad Smith bevindt zich op een middeleeuwse klok, die hij bespeelt als drumstel. De clip is dus surrealistisch van aard, en samen met de grijsachtige achtergronden zorgt dit voor een mysterieuze sfeer, die doet denken aan de Gothicstijl.

## Tracklists

### cd-single 1 (2000)
1. "Otherside (Album)" – 4:16
2. "How Strong (Unreleased)" – 4:43
3. "Road Trippin' (Without Strings)" – 3:25
4. "Otherside (Music Video)"

### cd versie 2 (2000)
1. "Otherside (Album)" – 4:16
2. "My Lovely Man (Live)" – 5:18
3. "Around The World (Music Video)"

### cd versie 3 (2000)
1. "Otherside (Album)"
2. "How Strong (Unreleased)"
3. "My Lovely Man (Live)"
4. "Road Trippin' (Without Strings)"
5. "Scar Tissue (Music Video)"
6. "Around The World (Music Video)"

### cd versie 4 (2000)
1. "Otherside (Album)"
2. "How Strong (Unreleased)"
3. "My Lovely Man (Live)"
4. "Road Trippin' (Without Strings)"

### cd versie 5 (2000)
1. "Otherside (Album)"
2. "How Strong (Unreleased)"

### 7"-single (2000)
1. "Otherside (Album)"
2. "How Strong (Unreleased)"

## NPO Radio 2 Top 2000
| Nummer met noteringen in de NPO Radio 2 Top 2000 | '14 | '15 | '16 | '17 | '18 | '19 | '20 | '21 | '22 | '23 | '24 |
| ------------------------------------------------ | --- | --- | --- | --- | --- | --- | --- | --- | --- | --- | --- |
| Otherside                                        | 658 | 522 | 554 | 591 | 578 | 601 | 603 | 643 | 595 | 714 | 582 |

1. ↑  Een vetgedrukt getal geeft de hoogste notering aan.
2. ↑  2014 was het eerste jaar met een notering voor dit nummer.